# Jędrzejów
Jędrzejów – miasto w województwie świętokrzyskim, stolica powiatu jędrzejowskiego, siedziba gminy miejsko-wiejskiej Jędrzejów. W latach 1975–1998 miasto administracyjnie należało do województwa kieleckiego.
Jędrzejów leży w dawnej ziemi krakowskiej, stanowiącej część historycznej Małopolski. Uzyskał lokację miejską w 1271 roku, zdegradowany w 1869 roku, ponowne nadanie praw miejskich w 1916 roku. Prywatne miasto duchowne Andrzejów, własność opactwa cystersów jędrzejowskich położone było w drugiej połowie XVI wieku w powiecie ksiąskim województwa krakowskiego.

## Położenie geograficzne
Miasto Jędrzejów leży w odległości 38 km od Kielc, 78 km od Krakowa i ok. 101 km od Częstochowy. Przez miejscowość płyną dwie niewielkie rzeki – Jasionka i Brzeźnica. Kraina geograficzna, w której znajduje się Jędrzejów to Płaskowyż Jędrzejowski, będący częścią Wyżyny Małopolskiej. Przed powstaniem osad ludzkich w miejscu Jędrzejowa znajdowały się bagna. Rzeźba terenu nie jest zbytnio urozmaicona. Najniżej położony punkt znajduje się w dolinie Brzeźnicy (201 m n.p.m.), zaś najwyższy szczyt to wzgórze Gaj (301 m n.p.m.) na północ od Jędrzejowa.
W 2012 oddano do użytku kąpielisko na położonym w granicach miasta sztucznym zalewie.

## Demografia

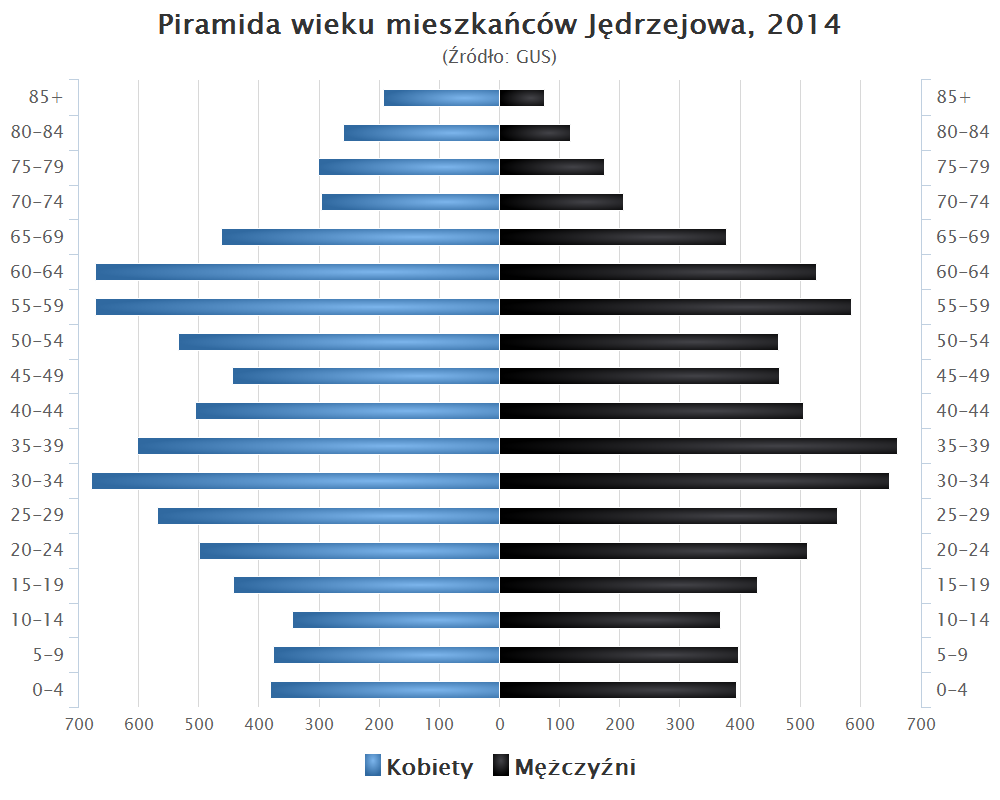
Piramida wieku mieszkańców Jędrzejowa w 2014 roku

Według danych z 31 grudnia 2010 r. miasto zajmowało powierzchnię 11,37 km² i liczyło 16 139 mieszkańców, z czego liczba mężczyzn wynosiła 7716 osób (47,8%), zaś kobiet – 8423 (52,2%). Gęstość zaludnienia wynosiła 1419 osób/km².

## Historia

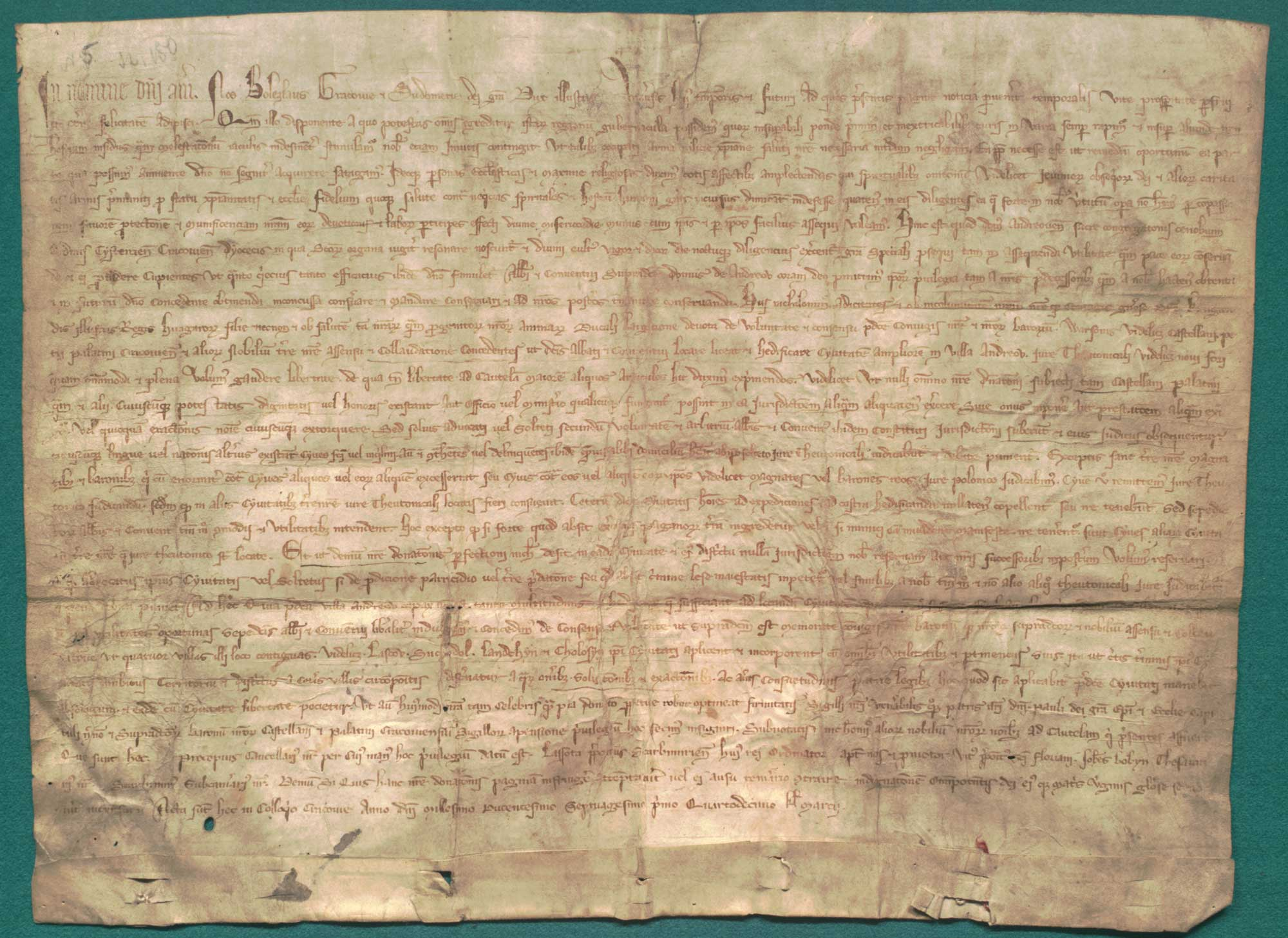
Bolesław Wstydliwy zatwierdza prawa klasztoru cystersów w Jędrzejowie, zezwala na lokację miasta na prawie niemieckim i nadaje mu 4 wsie: Lasków, Suchodół, Landchyn [Łączyn?] i Chołoszyn, 16 lutego 1271 r.

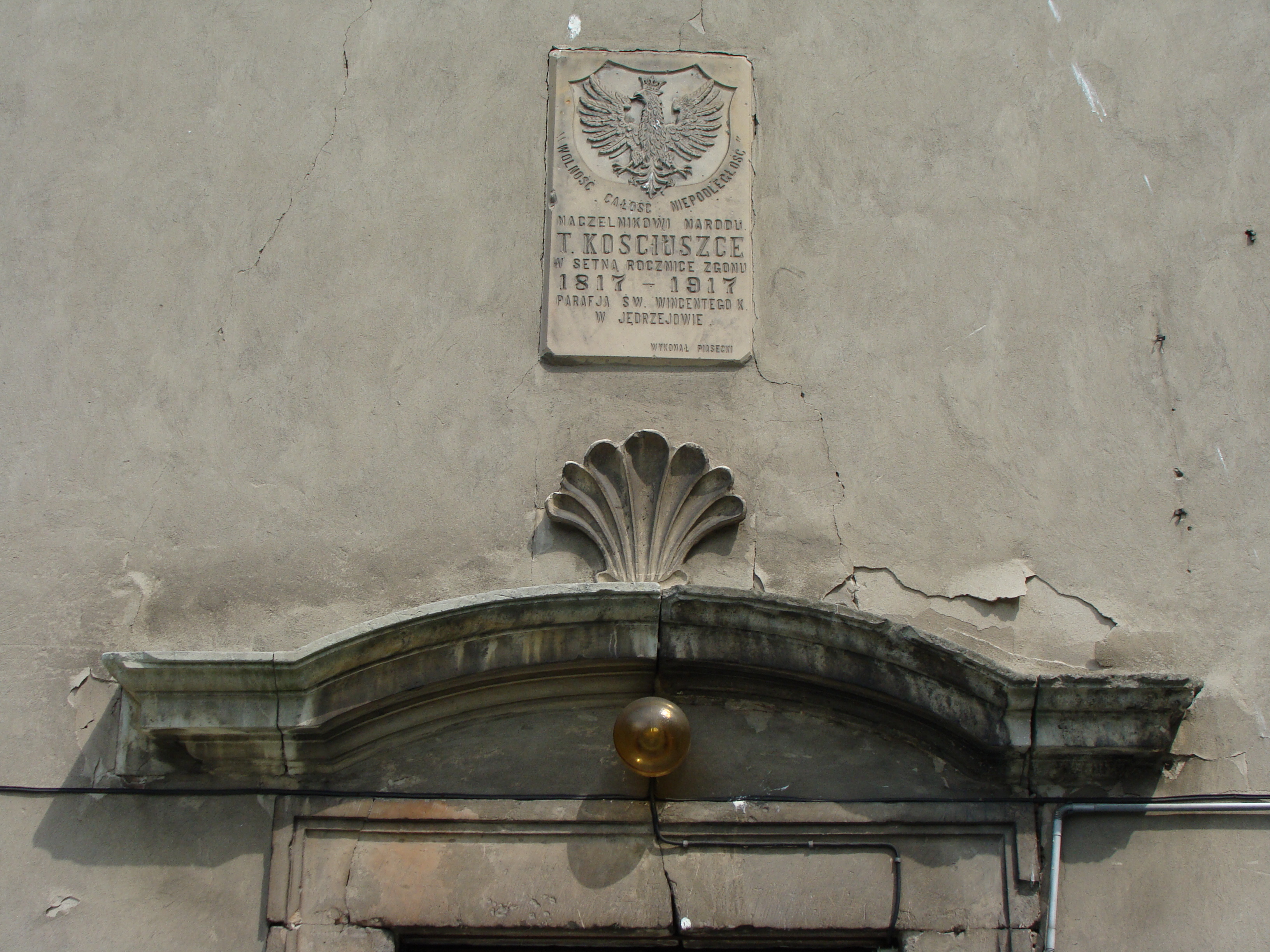
Dewiza Wolność, Całość, Niepodległość umieszczona w 1917 na budynku klasztoru w Jędrzejowie w setną rocznicę śmierci Tadeusza Kościuszki

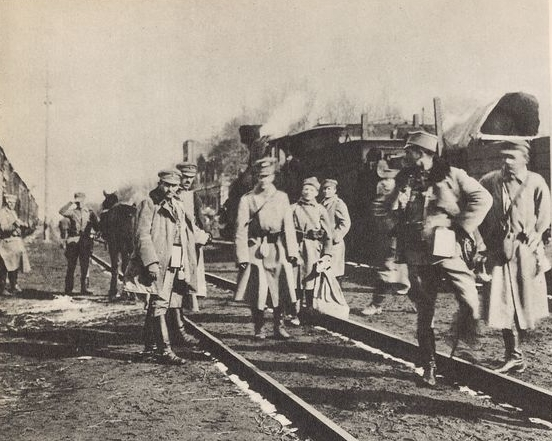
I Brygada Legionów Polskich po przyjeździe do Jędrzejowa (marzec, 1915 r.)

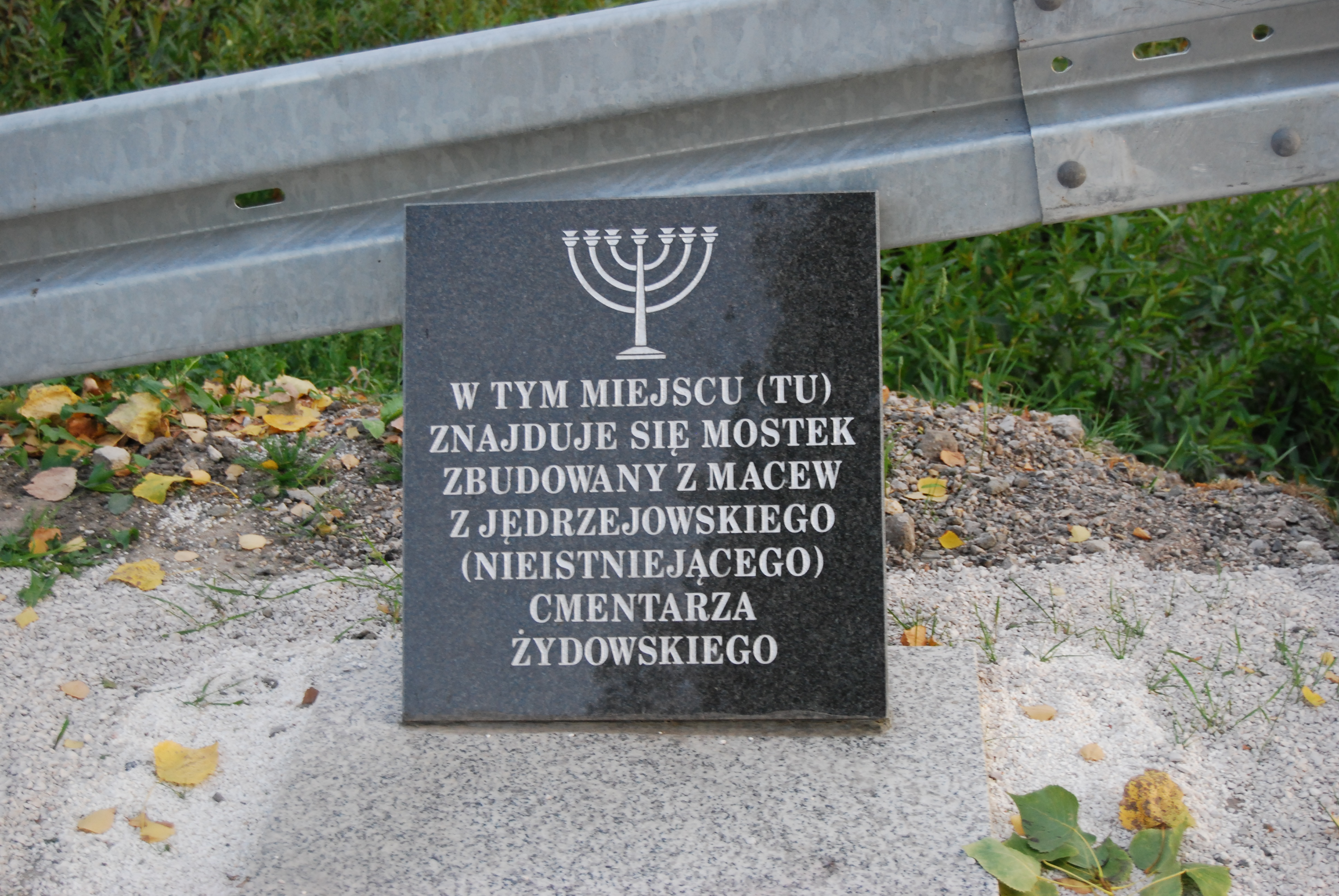
Tablica pamiątkowa na mostku w Jędrzejowie

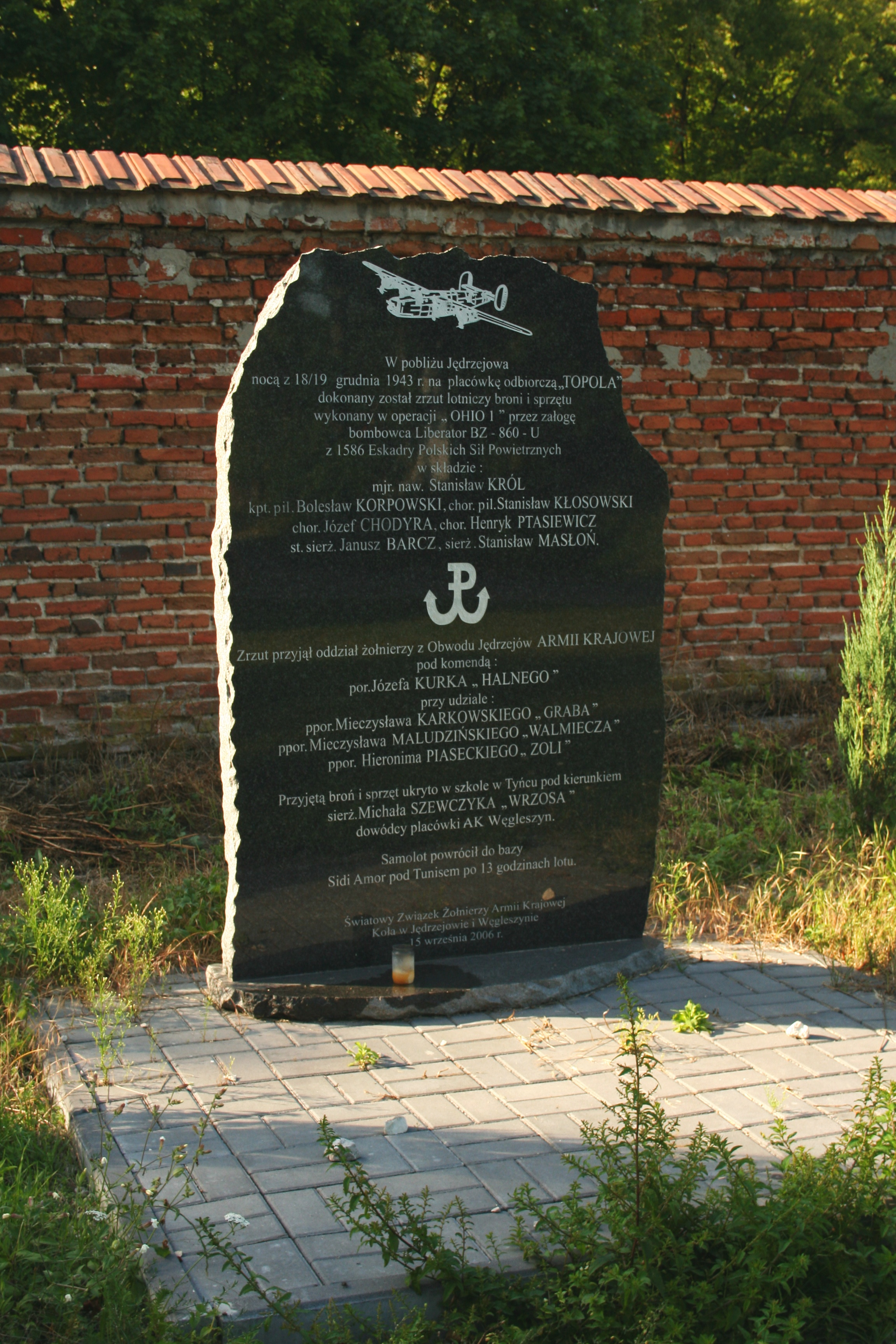
Pomnik poświęcony działaniom żołnierzy AK w pobliżu klasztoru oo. cystersów

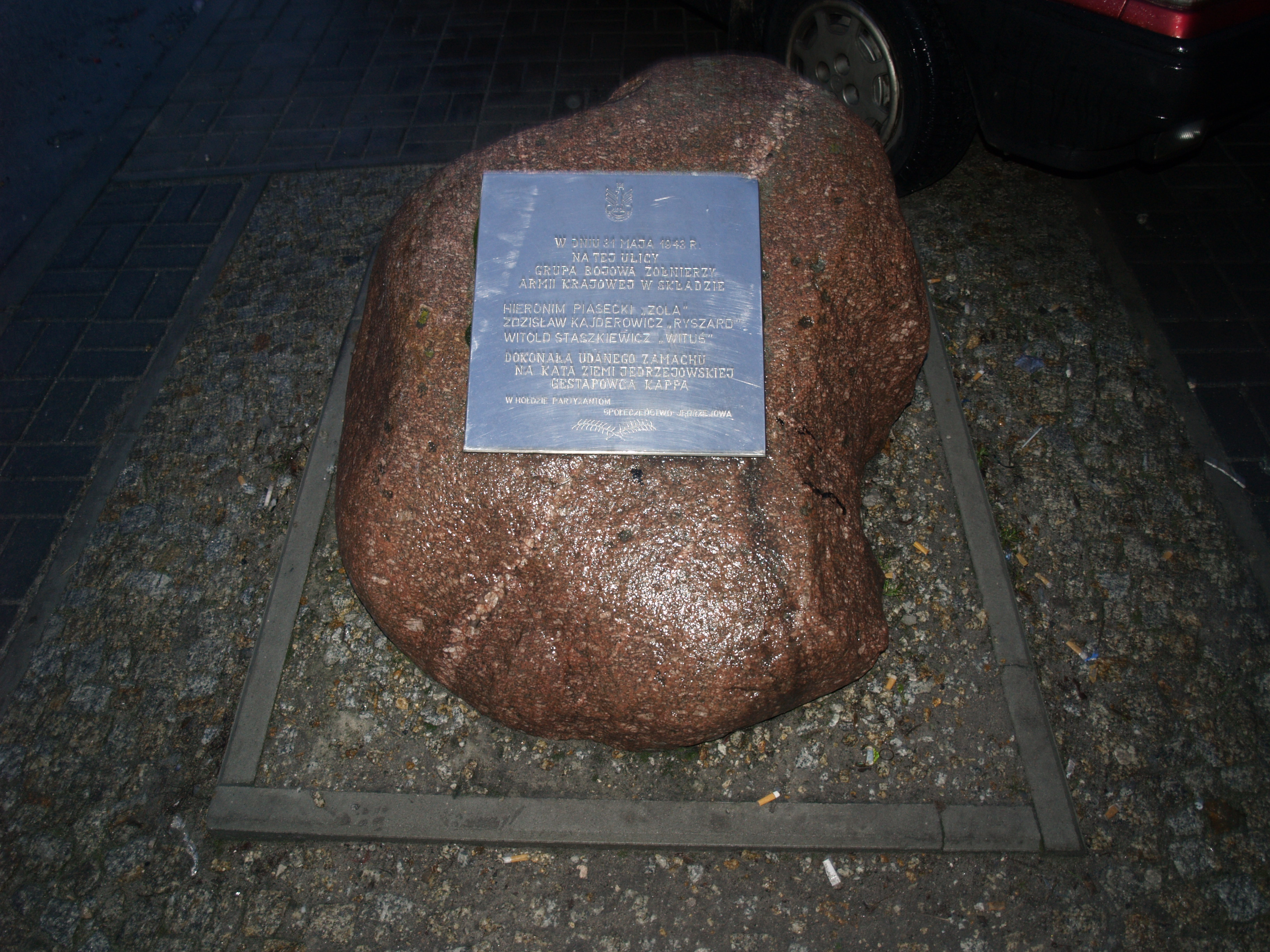
Pomnik upamiętniający zamach na Helmuta Kappa

### Początki osady
Pomiędzy VII a XII w. na terenie dzisiejszego Jędrzejowa istniała osada o nazwie Brzeźnica. Jednak w wyniku ostatnich badań archeologicznych stwierdzono, że ludzkie osiedla musiały powstać tu zdecydowanie wcześniej. Jednym z dowodów są znalezione w pobliskiej wsi Skroniów monety z podobizną cesarza Dioklecjana. Po tym odkryciu archeologowie stwierdzili, że osada ta prowadziła ożywione kontakty handlowe z Imperium Rzymskim. Było to zasługą dogodnego położenia. Brzeźnica leżała blisko szlaku bursztynowego prowadzącego z Akwilei do Kłajpedy. Z Rzymianami handlowano produktami takimi jak skóra i wapień z Gór Świętokrzyskich w zamian za pieniądze.

### Pierwsze udokumentowane dzieje
Pierwsze wzmianki o wsi Brzeźnica pojawiły się w dokumencie fundacyjnym klasztoru cysterskiego wydanym przez arcybiskupa gnieźnieńskiego Janika z 1153 r. Pismo to ostatecznie zatwierdziło istnienie klasztoru cysterskiego, który został założony w 1149 r. przez cystersów przybyłych z Morimond w Burgundii. W dokumencie tym wymienił nadania poczynione na rzecz mnichów, w tym siedzibę wspólnoty, czyli Brzeźnicę z kościołem św. Wojciecha. Nazwę osady zapisano łamaną łaciną jako Brysinch. Tę nazwę do dziś zachowała rzeka przepływająca przez Jędrzejów, ale dla osady już w XII w. weszła i utrwaliła się nazwa Jędrzejów. Według tradycji, została nadana na cześć przybyłego z Francji mnicha Jędrzeja, brata Bernarda z Clairvaux (łacińska forma nazwy Andreovia). Na przełomie 1166/1167 r. odbył się tutaj wielki zjazd książąt i możnych z okazji uroczystego poświęcenia kościoła klasztornego. Był to przebudowany kościół św. Wojciecha, którzy mnisi dostosowali do swoich potrzeb i któremu dodali wezwanie Najświętszej Maryi Panny. Wystawiony wtedy dokument nie mówi już o Brzeźnicy, ale nazywa ją po łacinie Andrzeiow, Andreiow i Andreow.

### Początki Polski i I Rzeczpospolita
W początkach państwa polskiego okolice Jędrzejowa wchodziły w skład ziemi krakowskiej, ziemi sandomierskiej oraz ziemi wiślickiej. Rzeka Nida była granicą kościelną między diecezjami gnieźnieńską i krakowską. Podczas rozbicia dzielnicowego region jędrzejowski wchodził w skład dzielnicy krakowsko-sandomierskiej.
Jędrzejów stał się miastem 16 lutego 1271 r., kiedy to książę Bolesław Wstydliwy nadał prawa miejskie na prawie magdeburskim. Miasto liczyło wtedy ponad 3 tysiące mieszkańców. Niecałe dwa stulecia później jeden z opatów – Nieustęp, nadał mieszkańcom prawo do wybudowania ratusza, sukiennic, postrzygalni i wagi miejskiej. Budynki te przyczyniły się do szybkiego rozwoju osady, nie zachowały się do dziś.
W czasie wojny północnej Jędrzejów i Małogoszcz zostały złupione przez wojska szwedzkie Karola XII. 19 lipca 1702 r. pod pobliskim Kliszowem wojska saskie pod dowództwem Augusta II i polskie pod dowództwem Hieronima Lubomirskiego stoczyły bitwę ze Szwedami. Do niedawna można było zwiedzić chatę wiejską i stół, przy którym zasiadać mieli August II, Stanisław Leszczyński i Karol XII.

### Insurekcja kościuszkowska
W klasztorze cystersów przez pewien czas mieszkał Tadeusz Kościuszko wraz z wojskiem, przygotowując się do bitwy z Denisowem. Książę Józef Poniatowski zgłosił się do obozu Kościuszki jako ochotnik. W powstaniu brało udział wielu mieszkańców ziemi jędrzejowskiej, w tym Stefan Dembowski, dziedzic majątku Potok, jeden z najbliższych współpracowników Kościuszki, desygnowany na jego następcę w razie jego śmierci.

### Powstanie listopadowe
Mieszkańcy Jędrzejowa od początku brali udział w powstaniu listopadowym. Jednym z członków sprzysiężenia podchorążych był ppor. Ludwik Borkiewicz z otoczenia księcia Konstantego. Przed zamachem na wielkiego księcia, w mieszkaniu Borkiewicza odbyła się narada spiskowców pod przewodnictwem Piotra Wysockiego. Ze znaczniejszych postaci ziemi jędrzejowskiej w powstaniu udzielali się Jan Ledóchowski z Krzelowa, poseł jędrzejowski i sędzia pokoju w Jędrzejowie oraz Roman Sołtyk z Koneckiego, właściciel dóbr ziemskich w Mokrsku. Okrzyk Ledóchowskiego: nie ma Mikołaja!, poparty przez galerię sejmu doprowadził do detronizacji cara. Żołnierze z jędrzejowskiego weszli w skład 10 pułku pod dowództwem podpułkownika Piotra Wysockiego i brali udział w obronie Woli. Zasilili również 1 pułk Krakusów jako 3 szwadron jędrzejowski, a w pomieszczeniach klasztoru cysterskiego urządzono polski szpital wojskowy.

### Powstanie styczniowe
W styczniu 1863 r. udało się nie dopuścić do branki. Odbijanie spisowych odbyło się jeszcze w innych punktach regionu, m.in. w Wodzisławiu. Tutejszy kler prowadził agitację w czasie powstania, np. ks. Walenty Witkowski, którego władze cesarskie określiły jako wroga państwa. Wielu księży ukarano karami pieniężnymi za sprzyjanie powstańcom oraz udział w manifestacjach w czasie pogrzebów powstańców. Walki powstańcze w okolicach Jędrzejowa trwały półtora roku, doszło do ok. 30 potyczek, m.in. pod Małogoszczem, Oksą, Warzynem, Ciernem, Obiechowem oraz w rejonie Wodzisławia i Jakubowa. Bitwy te toczyły się m.in. pod dowództwem Langiewicza.

### II Rzeczpospolita
3 marca 1915 r. do Jędrzejowa przybył Józef Piłsudski razem z I Brygadą. Marszałek bywał gościem w domu Przypkowskich, których potomkowie do dziś są kustoszami Muzeum im. Przypkowskich. Pobyt Józefa Piłsudskiego w Jędrzejowie upamiętnia marmurowa tablica, wmurowana na fasadzie muzeum. Tablicę tę kazali usunąć w czasie okupacji Niemcy, przetrwała ona zamurowana pod tynkiem do 1981 r.
Od końca XIX w. w mieście rosła liczba mieszkańców narodowości żydowskiej. W połowie tego stulecia stanowili oni 2,6% mieszkańców, w 1921 r. było ich 39%, a w latach 30. – 47%. W chwili wybuchu II wojny światowej w Jędrzejowie mieszkało 4–5 tys. Żydów. Wojnę przeżyło 80 z nich.
W okresie międzywojennym doszło do pogromu antyżydowskiego w mieście. Delegacja Żydów z miasta udała się do Piłsudskiego z prośbą o pomoc. Ten stwierdził, że „sprawa żydowska jest teraz bardzo zawikłana” i poradził Żydom, żeby sami ją rozwiązali poprzez wyjazd do Palestyny.

### II wojna światowa
Podczas kampanii wrześniowej 1939 miasto zbytnio nie ucierpiało, ale ofiary wśród ludności były dość poważne. Utworzono tu getto dla ludności żydowskiej, znajdujące się w obrębie ulic: Kilińskiego, Pińczowska, Duh-Imbora i Głowackiego, kilkadziesiąt osób wywieziono do obozu zagłady Auschwitz. Niemcy wymordowali około 3000 mieszkańców, w tym całą ludność żydowską. W okolicy działały oddziały partyzanckie. Największym sukcesem partyzantów był udany zamach na gestapowca Helmuta Kappa, którego dokonała trzyosobowa grupa z Armii Krajowej dowodzona przez ppor. Hieronima Piaseckiego ps. „Zola”.
W 1945 w ramach ofensywy styczniowej wojska Armii Czerwonej dotarły do Jędrzejowa, i przy nieznacznym oporze oddziałów niemieckich 14 stycznia 1945 przerwały trwającą od 1939 okupację niemiecką. W zdobyciu Jędrzejowa uczestniczyły 7 Gwardyjski Korpus Pancerny z 3 Gwardyjskiej Armii Pancernej oraz wojska 52 Armii należące do 1 Frontu Ukraińskiego.

## Gospodarka

### Handel i usługi
Spośród różnego rodzaju firm zarejestrowanych w Jędrzejowie najwięcej jest sklepów spożywczych, sklepów przemysłowych i firm zajmujących się handlem obwoźnym. Jeżeli chodzi o usługi, to przeważająca liczba zarejestrowanych firm świadczy usługi budowlane. Następne w kolejności są zakłady naprawcze różnego typu i usługi transportowe, sporo osób zapewnia usługi odzieżowe.

### Przemysł
Jednym z największych zakładów przemysłowych w historii Jędrzejowa były Zakłady Przemysłu Dziewiarskiego „Rekord”, które istniały w latach 1967–2001, w szczytowym okresie produkcji zatrudniały ok. dwa tysiące pracowników.
Na terenie Jędrzejowa rozwijają się m.in. przemysł cementowy, metalowy i budownictwo. Na lokalnym rynku liczą się i wpływają na jego ogólny rozwój m.in. Famet „Bifamet Zakład Produkcyjny Nr 2", Przedsiębiorstwo Budownictwa Ogólnego „Kartel”, Browar „Strzelec”, „Universal leaf Tobacco” oraz Quickpack Polska. Skutecznie rozwijają się firmy sektora prywatnego, które z powodzeniem konkurują na terenie całego kraju, a nawet za granicą.

### Browar w Jędrzejowie
Tradycje warzenia piwa w Jędrzejowie sięgają przełomu XVIII i XIX w., kiedy to cystersi zatrudnili pierwszych piwowarów. Jednym z nich był Piotr Nawrot, który według dokumentu z 1819 r. warzył piwo dla klasztoru od 22 lat, za co otrzymał wynagrodzenie w kwocie 200 złotych polskich. Duży zakład piwowarski w Jędrzejowie powstał na początku XX wieku. Nowoczesny- jak na owe czasy – budynek browaru wybudowano w 1906 r. Później także na potrzeby browaru wybudowano słodownie. W 1931 r. jędrzejowski browar produkował rocznie 8097 hektolitrów piwa, a słodownia uchodziła za jedną z największych w Europie. Współcześnie te wielowiekowe tradycje kontynuuje działający od 1995 r. zakład piwowarski (jeden z najnowocześniejszych w Polsce), należący do Browarów Polskich „Brok-Strzelec” SA.

## Infrastruktura i transport

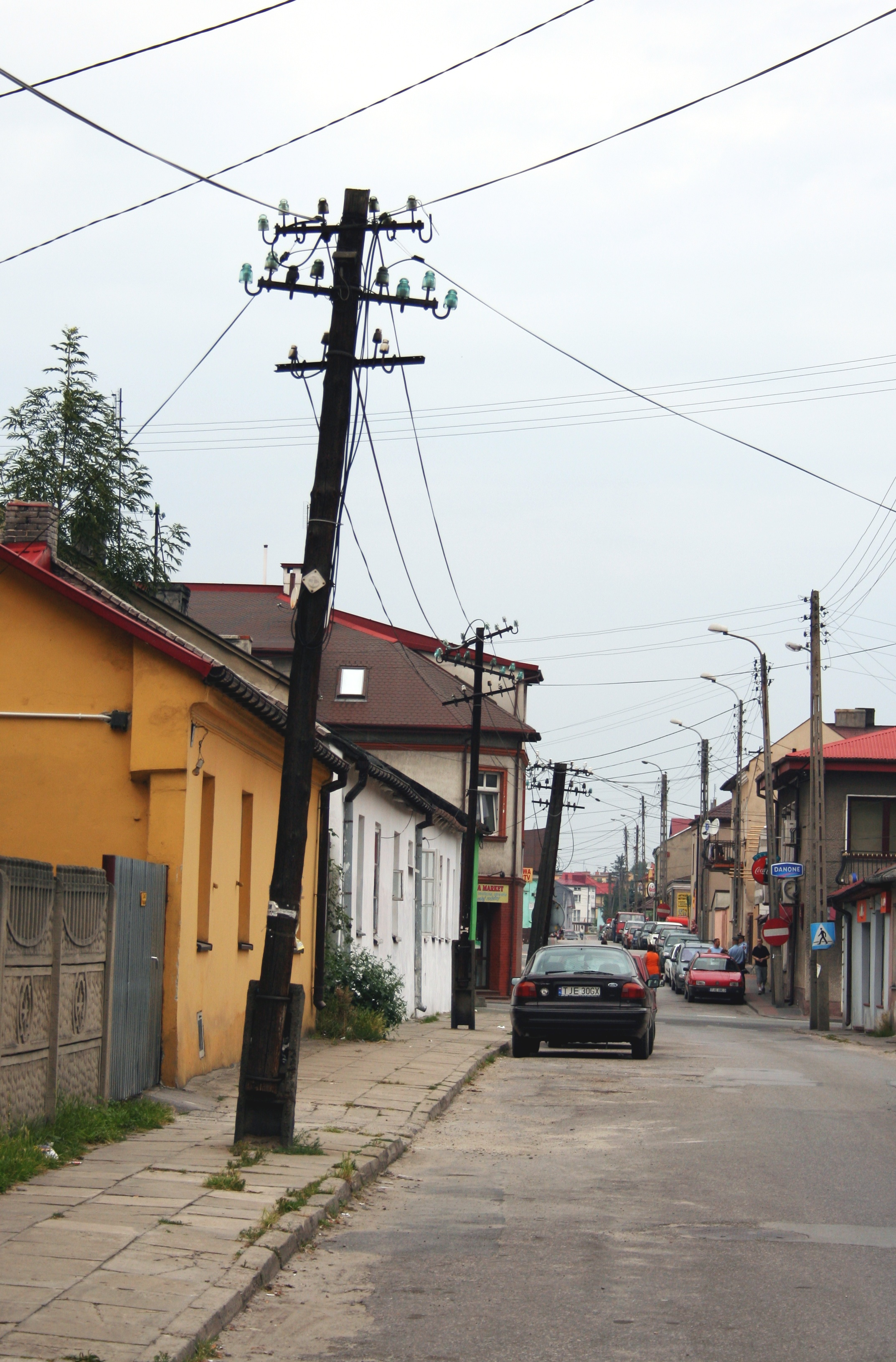
Jedna z uliczek w centrum miasta

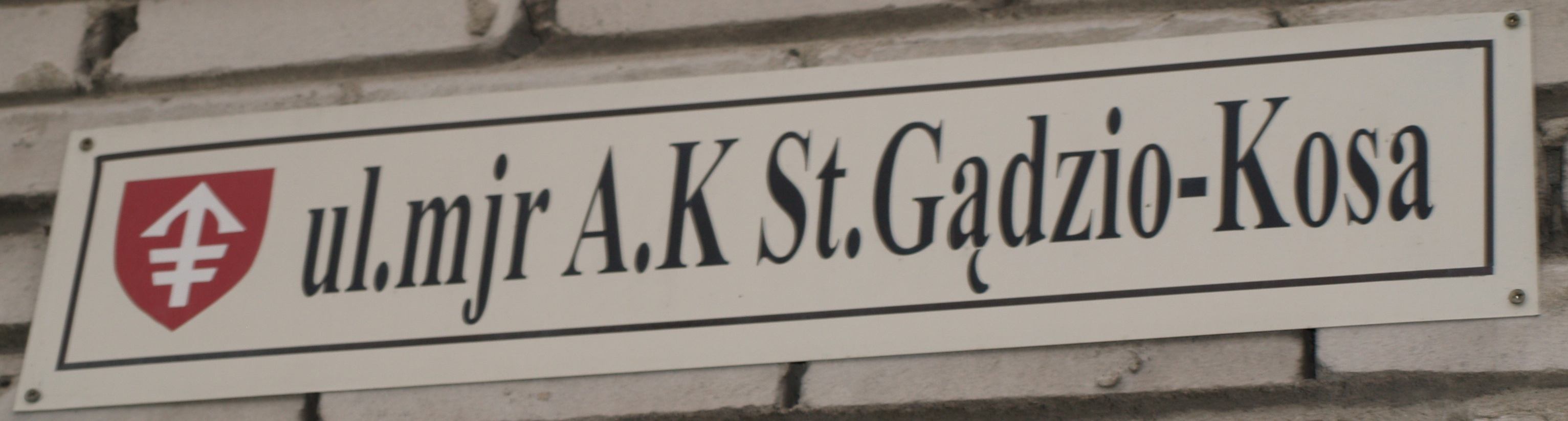
Wzór podpisu ulic w Jędrzejowie

### Transport drogowy
Miasto ma bardzo dogodne położenie komunikacyjne – leży bowiem na przecięciu trzech ważnych szlaków drogowych:
- Warszawa – Kraków
- Kielce – Katowice
- Tarnobrzeg – Katowice

Przez Jędrzejów przebiegają drogi:
- droga krajowa nr 7 – Gdańsk-Elbląg-Warszawa-Kielce-Kraków-Chyżne
- droga krajowa nr 78 – Chałupki-Wodzisław Śl.-Gliwice-Zawiercie-Chmielnik
- droga wojewódzka nr 728 – Końskie-Jędrzejów
- droga wojewódzka nr 768 – Kazimierza Wielka-Jędrzejów

W Jędrzejowie działają dwie linie autobusowe linia nr 1 oraz nr 3 obsługiwane przez prywatnych przedsiębiorców. Dużą rolę odgrywają przewoźnicy prywatni, obsługujący linie do Kielc, Sędziszowa i prawie wszystkich miejscowości w promieniu 20 km od Jędrzejowa.
Dogodne przesiadki umożliwia sąsiadujące z dworcem centrum komunikacyjne

### Transport kolejowy
Przez miasto przechodzi ważny szlak kolejowy łączący Kraków i Katowice z Warszawą i Lublinem.
Jędrzejów posiada dwie stacje kolejowe:
- Jędrzejów na trasie Kielce – Kraków.
- Jędrzejów Wąskotorowy na trasie Świętokrzyskiej Kolejki Wąskotorowej

#### Kolej wąskotorowa
W Jędrzejowie rozpoczyna swój bieg Świętokrzyska Kolej Dojazdowa, zwana także „Ciuchcią-Express Ponidzie”, dysponująca obecnie trzema sprawnymi lokomotywami Lxd2 oraz parowozem Px48. W lecie w każdą niedzielę o godzinie 10.30 kolejka wyrusza ze stacji Jędrzejów Wąskotorowy (około kilometra od stacji głównej PKP) w malowniczą wycieczkę po rozlewisku Nidy. Po drodze na turystów czekają ognisko w Motkowicach.

### Transport lotniczy
W 2011 r. przy ul. Małogoskiej oddano do użytku sanitarne lądowisko.

## Kultura i zabytki

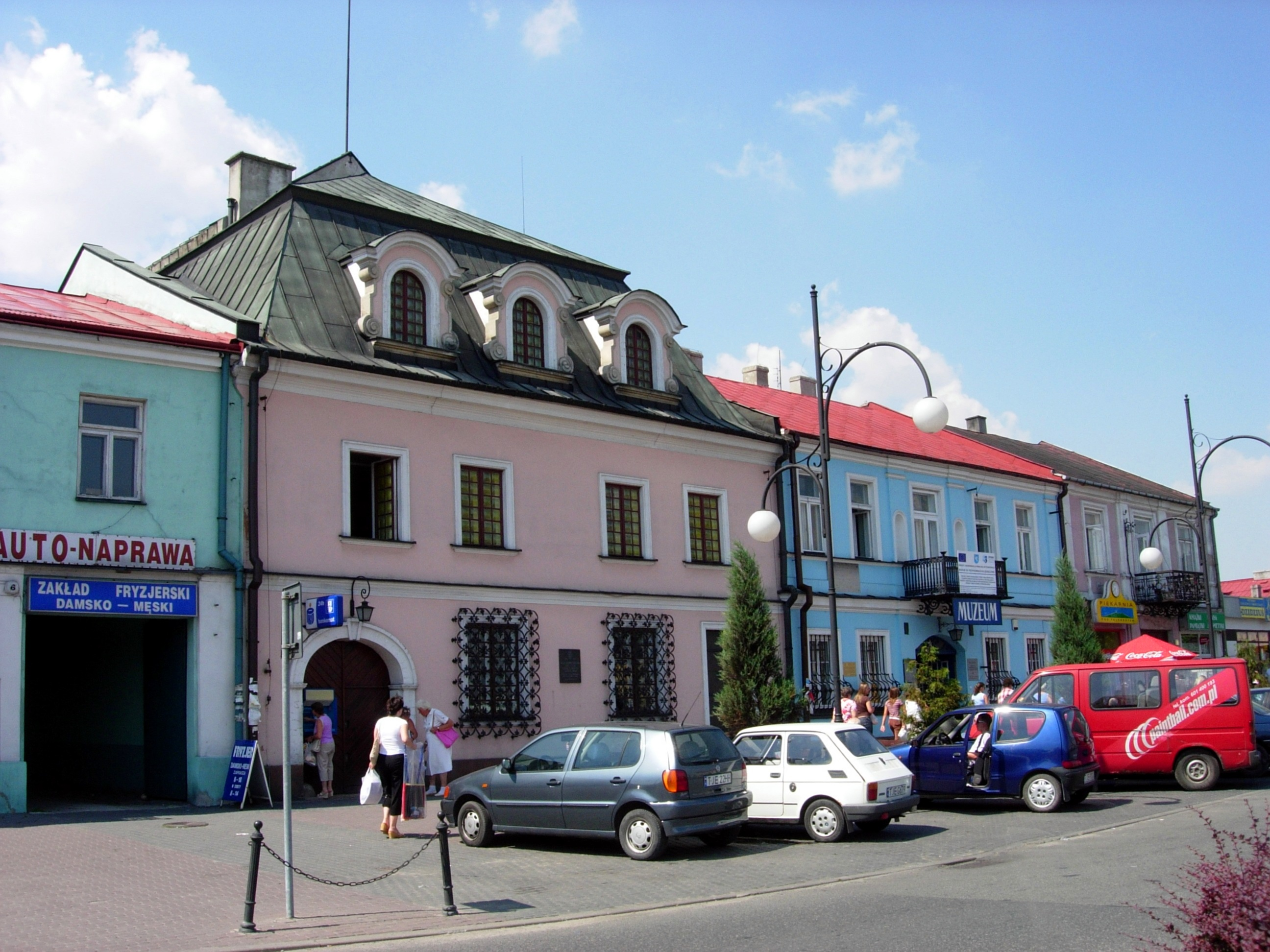
Muzeum im. Przypkowskich przy rynku

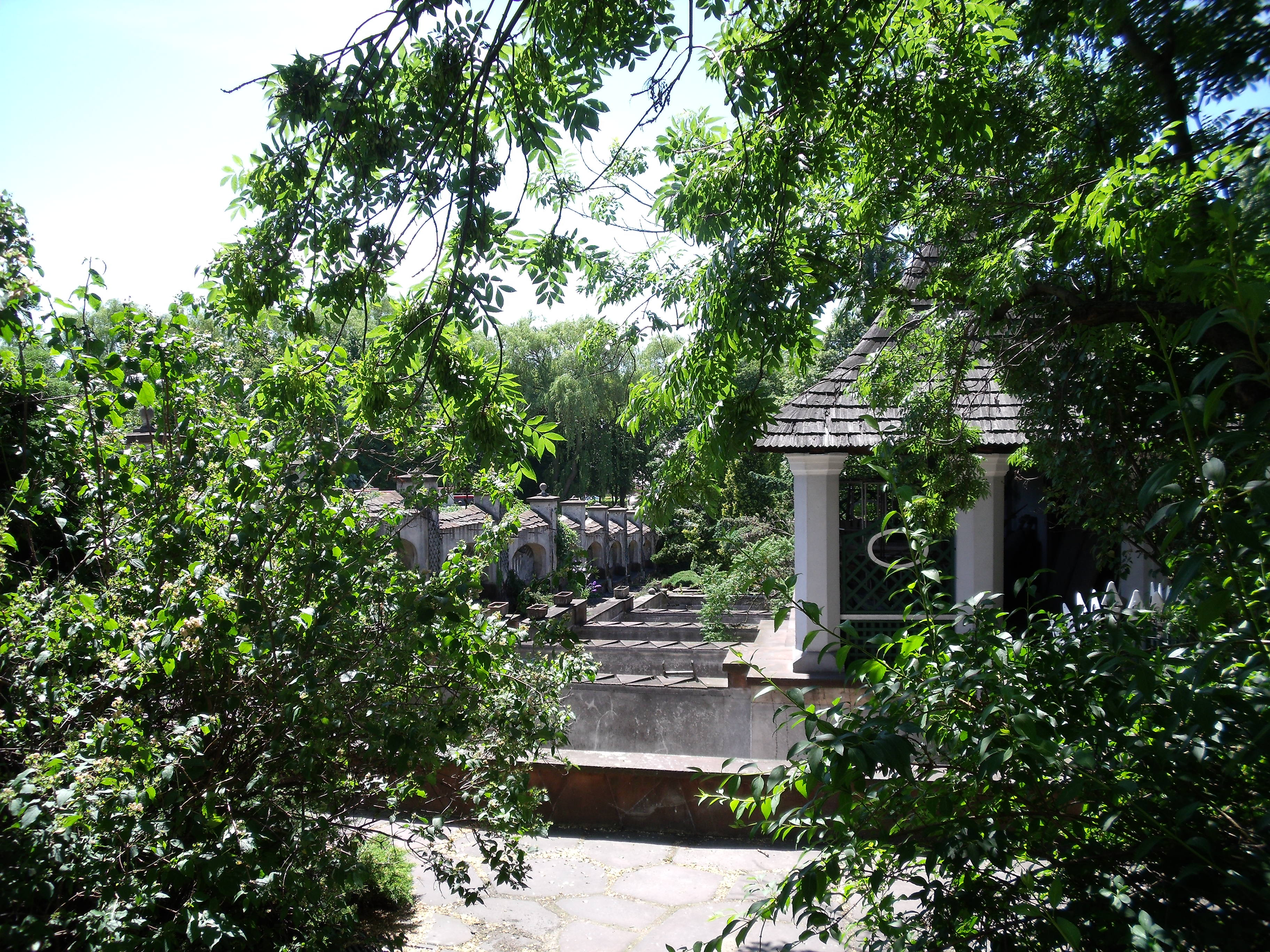
Muzeum zegarów – ogród

Szczególny wkład w kulturę staropolską wniosły kronikarsko-literackie piśmiennictwo zmarłego w Jędrzejowie Wincentego Kadłubka oraz twórczość pisarska Mikołaja Reja z Nagłowic. Nieopodal, w Zdanowicach, przechowywane są biblioteka, dekoracje, kostiumy i inne akcesoria warszawskiego Teatru Narodowego przekazane przez Wojciecha Bogusławskiego.

### Muzeum im. Przypkowskich
Jedną z najważniejszych atrakcji turystycznych Jędrzejowa jest Muzeum im. Przypkowskich, powstałe w wyniku przekazania państwu 3 lutego 1962 kolekcji zegarów słonecznych, przyrządów astronomicznych oraz biblioteki starodruków przez rodzinę Przypkowskich. Mieści się w budynku zabytkowej apteki przyklasztornej z 1712 roku. W zbiorach znajduje się także list Zygmunta Starego z roku 1535 pisany do Mikołaja Przypkowskiego. Założycielem istniejącej do dziś biblioteki Muzeum stał się Jan Józef Przypkowski (1707–1758), profesor matematyki i astronomii na Uniwersytecie Jagiellońskim. Natomiast twórcą zbiorów astronomiczno-gnomonicznych, stanowiących podstawę muzeum był Feliks Przypkowski (1872–1951). Interesował się m.in. astronomią oraz gnomoniką. Zbiory obecnie obejmują ponad 600 zegarów słonecznych oraz astronomicznych przyrządów pomiarowych. Oprócz zegarów muzeum posiada bogaty dział grafiki i ekslibrisu z kolekcją księgoznaków liczącą ok. 20 000 egzemplarzy od XVI w. do czasów najnowszych. Powstał też dział gastronomii. Muzeum im. Przypkowskich obecnie zajmuje trzecie miejsce na świecie pod względem liczebności i wartości zegarów słonecznych, tuż po Planetarium w Chicago i Science Museum w Oxfordzie.

### Rejestr zabytków nieruchomych
Do rejestru zabytków nieruchomych wpisane są obiekty:
- układ urbanistyczny (śródmieście miasta) z XIII-XVIII w. (nr rej.: A-97 z 1.12.1956),
- kościół parafialny pw. Świętej Trójcy z I połowy XV w., przebudowany w latach 1754–1762 (nr rej.: A-98 z 28.12.1932 (wypis z księgi rejestru) i z 11.02.1967),
- zespół klasztorny cystersów (nr rej.: A-99/1-6 z 11.02.1967):
  - kościół pw. Wniebowzięcia NMP i św. Wojciecha z pocz. XIII w., przebudowany w XV w. i w latach 1728–1754,
  - klasztor z I połowy XIII w., przebudowany w II połowie XV w. i I połowie XVIII w.,
  - dzwonnica z połowy XVIII w.,
  - brama klasztoru z 1738 r.,
  - mur z basztami z XVI–XVIII w.,
  - ogród z połowy XVIII w., przebudowany w XX w. (nr rej.: 538 z 6.12.1957),
- cmentarz z I wojny światowej, ul. Konarskiego, z lat 1914–1917 wraz z kaplicą (nr rej.: A-101 z 12.01.1984),
- dom, plac T. Kościuszki 1, z XVIII w., przebudowany w XIX w. (nr rej.: A-102 z 7.03.1972),
- dom, plac T. Kościuszki 7, z przełomu XVIII/XIX w., przebudowany po 1970 r., obecnie część Muzeum Przypkowskich (nr rej.: A-103 z 10.05.1960 i z 11.02.1967),
- dom, plac T. Kościuszki 8, z przełomu XVIII/XIX w., przebudowany w 1906 r., obecnie część Muzeum Przypkowskich (nr rej.: A-104 z 27.10.1958),
- dom, plac T. Kościuszki 22, z 1740 r., przebudowany w 1910 r. (nr rej.: A-105 z 7.03.1972),
- wąskotorowa Świętokrzyska Kolej Dojazdowa z lat 1915–1930 (nr rej.: A-1185/1-5 z 20.02.1995):
  - torowisko z obiektami inżynierskimi na odcinkach Jędrzejów – Umianowice – Pińczów i Umianowice – Sędziejowice,
  - budynki stacyjne: w Umianowicach, Hajdaszku, Sędziejowicach, Pińczowie i Koniecmostach,
  - budynki zaplecza technicznego na stacji Jędrzejów Wąskotorowy Osobowy z lat 1920–1938: dwie hale napraw wagonów, kuźnia i odlewnia (nr rej.: A-100 z 20.02.1995).

## Oświata
- Szkoła Podstawowa nr 2 im. Komisji Edukacji Narodowej
- Szkoła Podstawowa nr 3 im. Władysława Broniewskiego[21]
- Szkoła Podstawowa nr 5 w Jędrzejowie[22]
- Specjalny Ośrodek Szkolno-Wychowawczy im. Marii Grzegorzewskiej[23]
- I Liceum Ogólnokształcące im. Mikołaja Reja w Jędrzejowie
- Zespół Szkół nr 1 im. ks. Stanisława Konarskiego w Jędrzejowie[24]
- Zespół Szkół nr 2 im. gen. Stefana Roweckiego „Grota”
- Szkoła podstawowa nr 4 w Jędrzejowie

## Religia

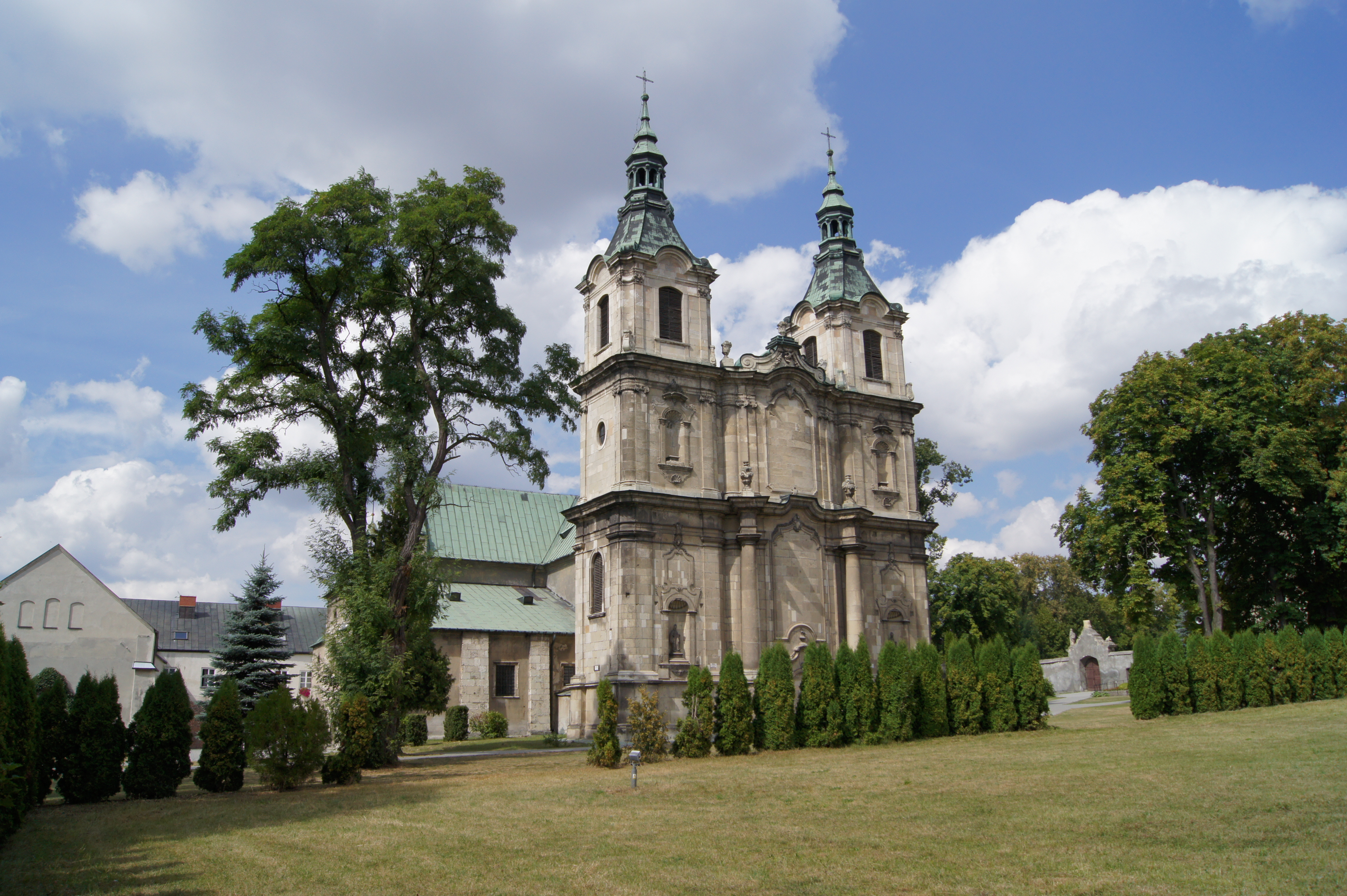
Archiopactwo Cystersów

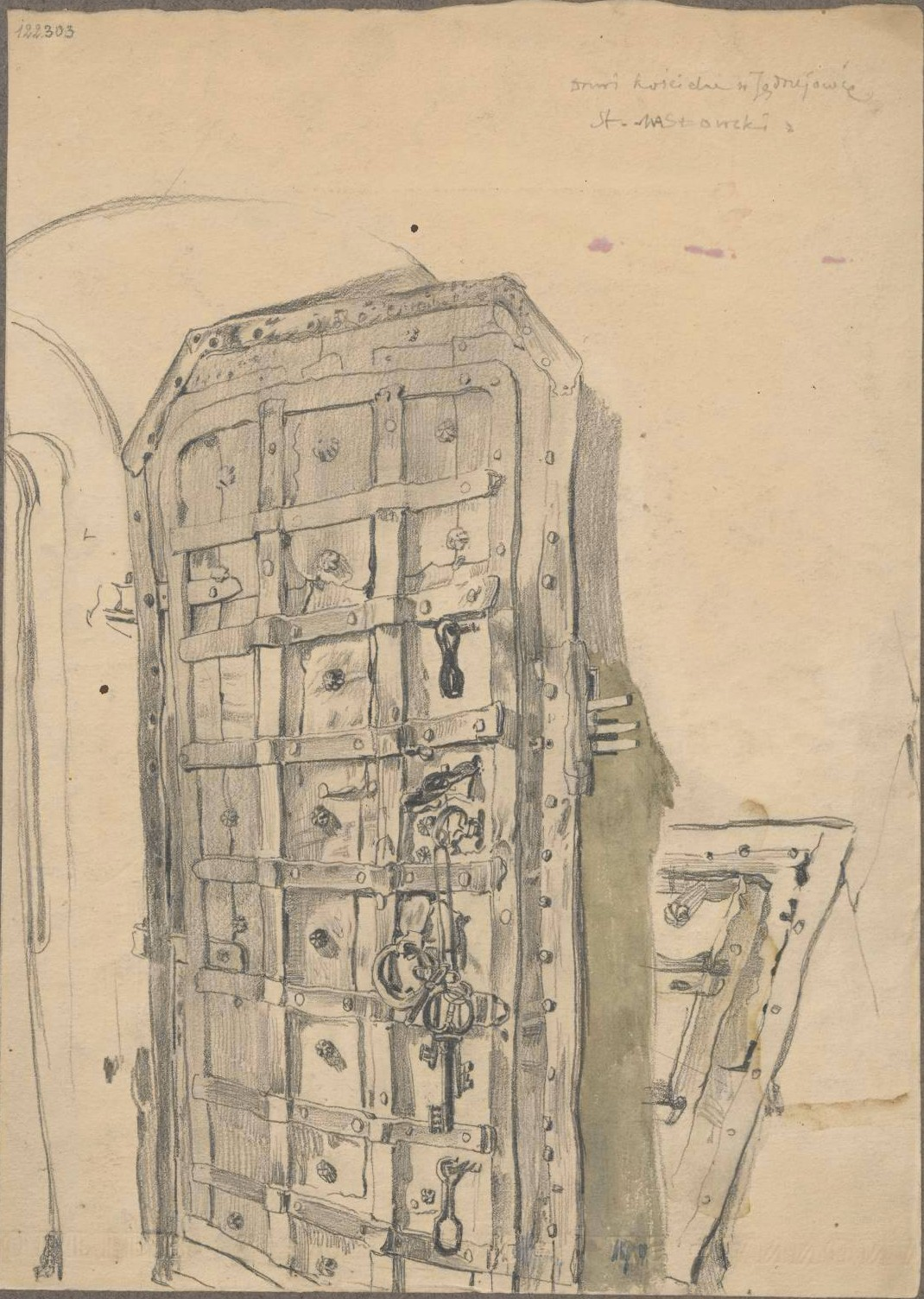
Studium rysunkowe drzwi kościoła w Jędrzejowie Stanisława Masłowskiego z ok. 1878 roku (Muzeum Narodowe w Warszawie)

Najstarszymi budowlami sakralnymi Jędrzejowa istniejącymi dotychczas są dwa kościoły: bł. Wincentego Kadłubka i św. Trójcy. Historia ich założenia sięga początków XII w. Pierwszy został założony ok. 1140 r, jako pierwsze opactwo w Polsce i filia burgundzkiego klasztoru Morimond. W 1152 r. założyli tutaj szpital klasztorny, jako najstarszy w Polsce. Opactwo to jest obecnie także sanktuarium bł. Wincentego Kadłubka (1160–1223), który zrezygnował z biskupstwa krakowskiego i został cystersem w Jędrzejowie. Klasztor wzniesiony przez Gryfitów, przebudowany został w 1166 r., kolejnym przebudowom uległ w drugiej połowie XV w. oraz w XVIII w. W wyniku przekształceń z romańskiego nabrał cech gotyckich i barokowych. W klasztorze jędrzejowskim znajdują się jedne z najciekawszych organów (1745–1754) w Europie, dzieło polskiego organmistrza Józefa Sitarskiego.
W połowie XVI wieku w wyniku energicznej akcji reformacyjnej znaczna część ówczesnego dekanatu jędrzejowskiego była w zasięgu oddziaływania ruchu reformacyjnego, jednak Jędrzejów oraz okoliczne parafie, będące w bezpośrednim zasięgu działalności jędrzejowskich cystersów, stanowiły niewzruszoną twierdzę katolicyzmu.

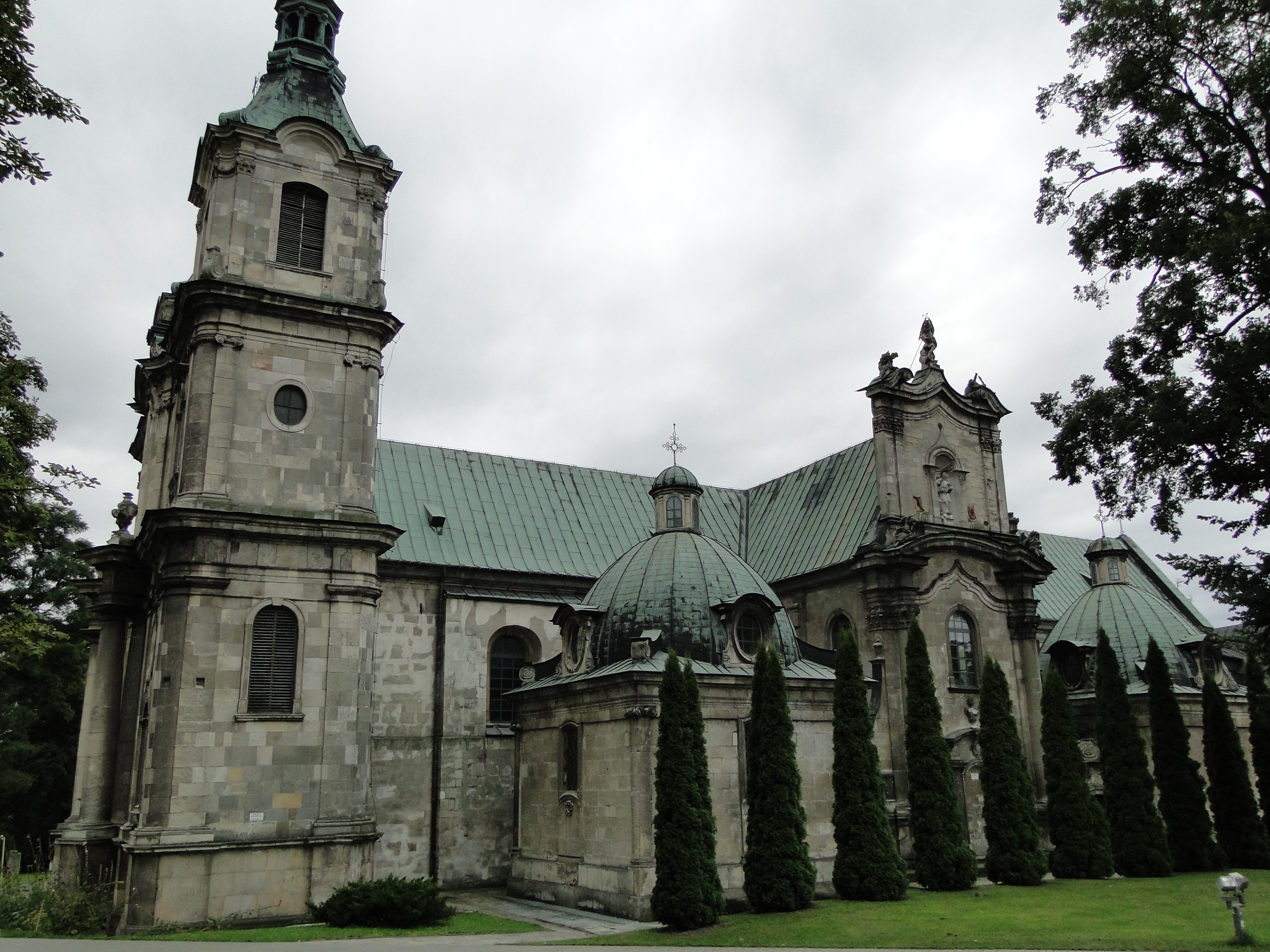
Klasztor oo. cystersów z lewej strony
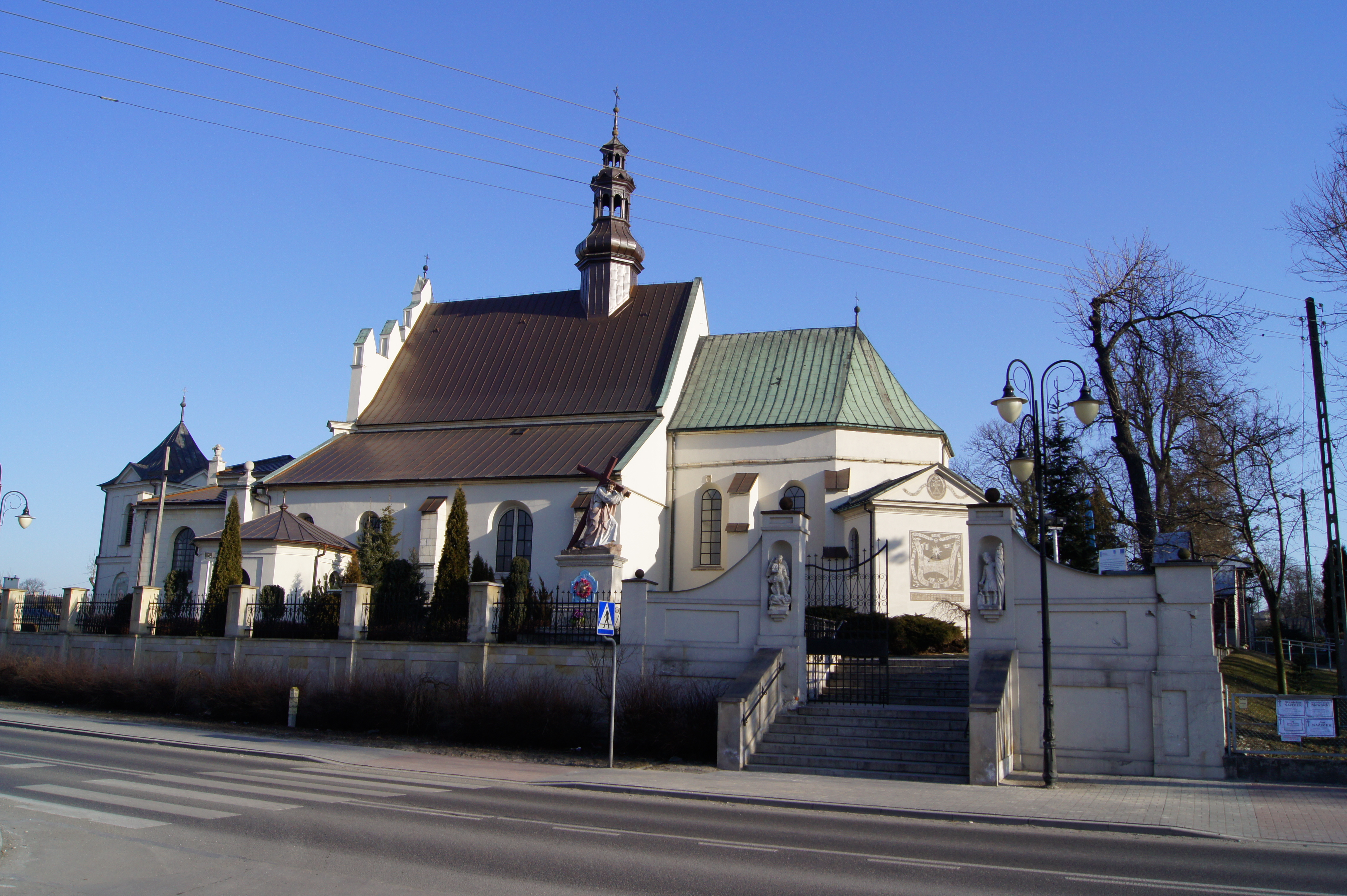
Kościół Świętej Trójcy
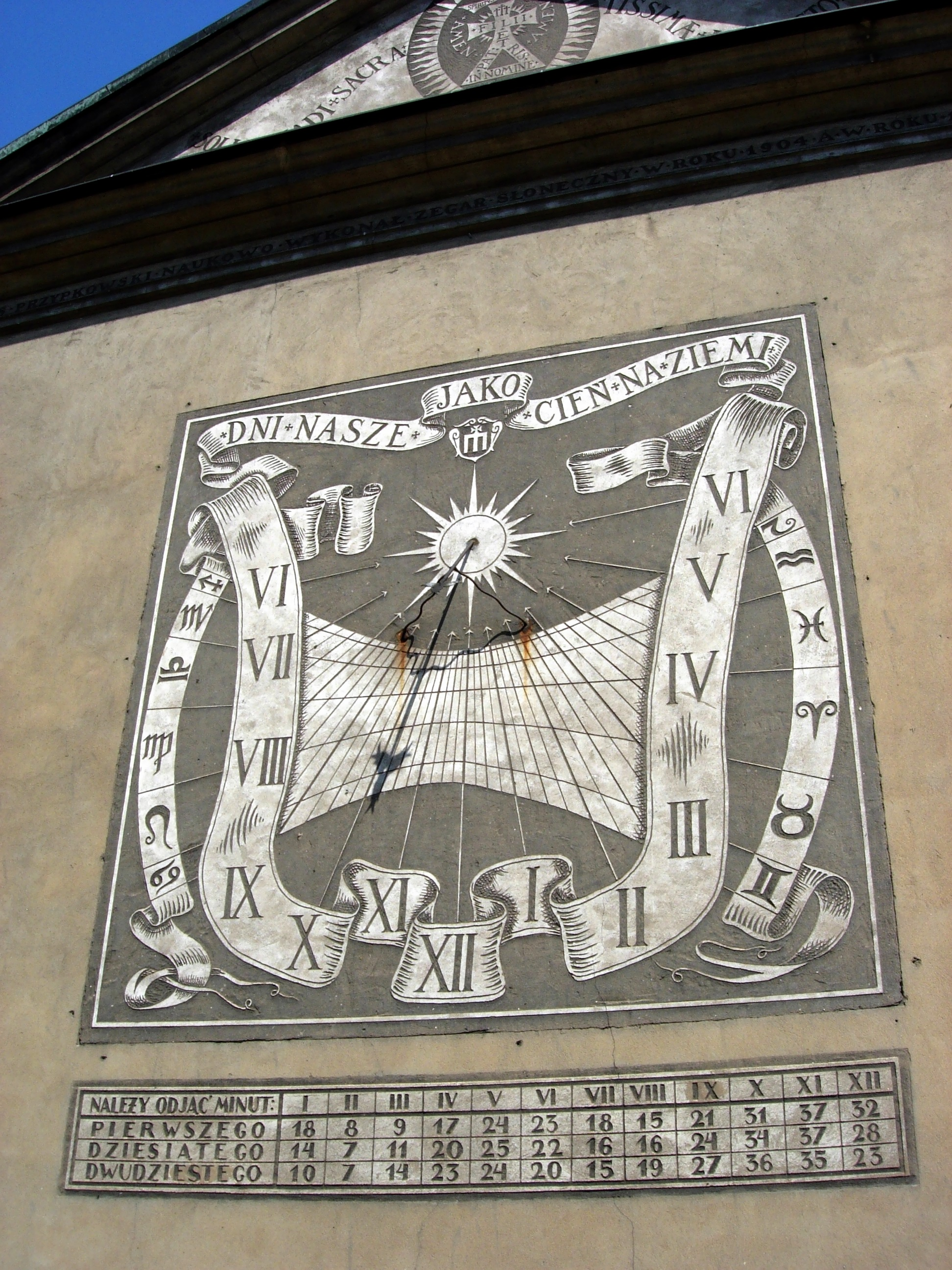
Zegar słoneczny na ścianie kościoła św. Trójcy
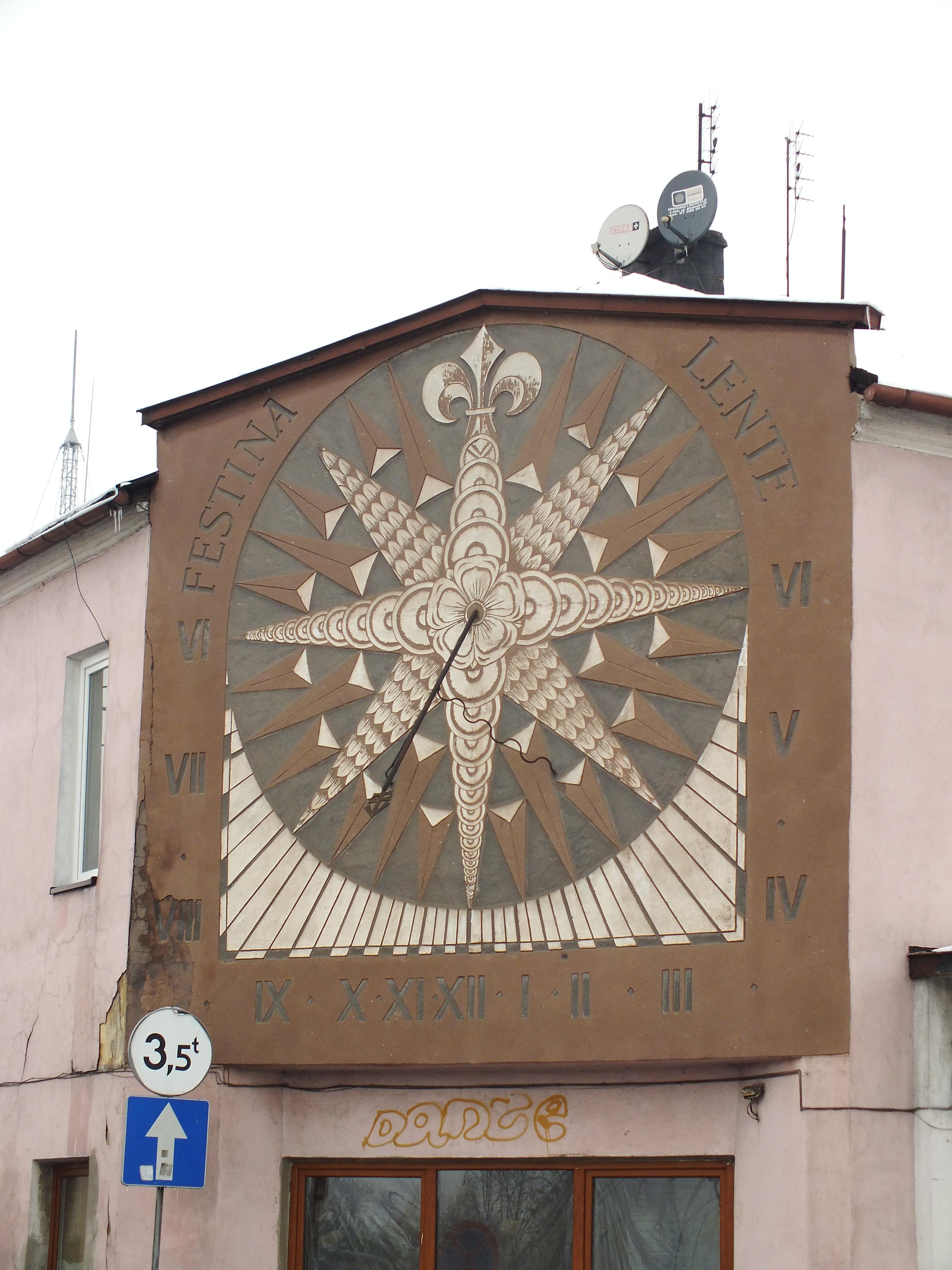
Zegar słoneczny na rynku

W Jędrzejowie działają obecnie parafie rzymskokatolickie:
- Parafia bł. Wincentego Kadłubka w Jędrzejowie (kościół bł. Wincentego Kadłubka)
- Parafia Matki Bożej Łaskawej w Jędrzejowie
- Parafia Trójcy Świętej w Jędrzejowie (kościół Trójcy Świętej)

W mieście działa także placówka misyjna należąca do Chrześcijańskiej Wspólnoty Ewangelicznej oraz zbór Jędrzejów Świadków Jehowy z Salą Królestwa.
Pamiątką po mieszkańcach miasta innego wyznania jest cmentarz żydowski. Przy ul. 11 Listopada i św. Walentego znajduje się mała kapliczka należąca do wyznania starokatolickiego. Z powodu braku kapłana wierni przeszli na wyznanie rzymskokatolickie.

## Burmistrzowie Jędrzejowa

### II Rzeczpospolita /1918–1939/[29]
- Józef Gajerski (1919–?)
- Stanisław Pakaszewski (?–1923)
- Karol Gądzik (1923) – pełniący obowiązki burmistrza
- Stanisław Pakaszewski (1923–1927)
- Stanisław Pacanowski (1927–1930)
- Karol Gądzik (1930-?) – pełniący obowiązki burmistrza
- Jan Jurew (1933) – kierownik Tymczasowego Zarządu Miasta
- Stanisław Pacanowski (1933)
- Antoni Sucharkiewicz (1933–1938)
- Józef Gajerski (1938) – pełniący obowiązki burmistrza
- Józef Majewski (1938–1939)

### III Rzeczpospolita /1989–obecnie/
- Marek Banasik (1990–1994)
- Marian Gajewski (1994-1997)
- Piotr Łysek (1997–1998)
- Henryk Michałkiewicz (1998–2001)
- Leszek Kapcia (2001–2005)
- Marek Wolski (2005–2010)
- Marcin Piszczek (2010–nadal)

## Współpraca zagraniczna
Miasto Jędrzejów współpracuje z następującymi miastami:
| Miasto      | Państwo | Data podpisania umowy |
| ----------- | ------- | --------------------- |
| Reichenbach | Niemcy  | 1 maja 2005           |
| Keszthely   | Węgry   | 2002                  |